# Трог, Йоханн
Йоханн Якоб Трог (нем. Johann Jakob Trog; 19 апреля 1807, Ольтен — 7 января 1867, Базель) — швейцарский политик,  судья . С 1848 по 1857 год — член Национального совета Швейцарии, президент Национального совета Швейцарии (1851).

## Биография
Сын виноторговца. Учился в монастырской школе, позже самостоятельно изучал право, работал юристом. Под влиянием Июльской революции 1830 года принял участие в смене консервативного правительства и разработке новой конституции кантона Золотурн . В 1831 году был избран в Большой совет кантона Золотурн, постоянным членом которого был до 1853 года (с 1841 года занимал пост президента Большого совета раз в два года). С 1841 по 1853 год был председателем суда округа Ольтен-Гёсген, в 1832, 1840 и 1848 годах представлял кантон Золотурн в качестве депутата Национального совета Швейцарии.
С 1 декабря по 21 декабря 1851 года занимал пост президента Национального совета Швейцарии.